# 24-Stunden-Rennen auf dem Nürburgring 2023

Streckenführung für das 24-Stunden-Rennen

Das 51. 24-Stunden-Rennen auf dem Nürburgring (Eigenschreibweise: 51. ADAC TotalEnergies 24h Nürburgring) fand zwischen dem 18. und dem 21. Mai 2023 auf dem Nürburgring statt. Frikadelli Racing Team gewann das Rennen.

## Das Rennen
Das 24-Stunden-Rennen startete am Samstag um 16 Uhr Ortszeit über mehrere Startgruppen. In der SP9 Pro konnte Pole-Sitter Raffaele Marciello die Führung im Mercedes-AMG GT3 #4 vorerst verteidigen, während der zweitplatzierte Maro Engel in seinem Mercedes zwei Plätze an den Abt-Lamborghini #27 und den Ferrari 296 GT3 von Frikadelli Racing verlor. Der vom 20. Startplatz aus startende Porsche 911 GT3 von Manthey Racing konnte sich bereits innerhalb der ersten Runde bis auf Platz 14 vorkämpfen. Kurz darauf überholte Marco Mapelli im Lamborghini den erstplatzierten Marciello, verlor jedoch die Führung an den Frikadelli-Ferrari (#30), da dieser dank eines Undercuts wichtige Sekunden gewinnen konnte. Der Lamborghini #27 verlor im weiteren Rennverlauf den Anschluss an die Spitze, nach eineinhalb Stunden kam es zu einem Reifenschaden, welcher Kelvin van der Linde an die Box zwang. Zeitgleich bekam Marciello eine 30-Sekunden-Strafe, da er in der Box Maro Engel behinderte.
In der zweiten Rennstunde kam es beim Manthey-Porsche #911 von Kévin Estre zu einem Reifenschaden, welcher dazu führte, dass sich dieser drehte und von der Strecke abkam. Estre gelang es noch den Wagen an die Box zu fahren, verlor jedoch ungefähr eineinhalb Runden und hatte somit nur noch geringe Chancen auf den Sieg. Gegen 1:30 Morgen nahm Manthey-Racing den Wagen letztendlich aus dem Rennen. Reifenprobleme hatten die meisten Topteams, so der Frikadelli-Ferrari #30. Dank eines guten Boxenstopps konnte dieser die Führung behalten, wurde jedoch von den beiden Mercedes-AMGs #2 und #3 von GetSpeed verfolgt.
Gegen Abend kam es zu einer Kollision zwischen dem Mercedes #3 von Maro Engel und dem Porsche Cayman von Philippe Broodcooren, welche Engel zwang das Rennen aufzugeben. Auch die #4 drehte sich, konnte sich zwar wieder fangen und weiterfahren, verlor jedoch den Anschluss an den führenden Ferrari. Als neue Verfolger kam der Audi #1 vom Scherer-Team auf, bekam jedoch wegen des Ignorierens gelber Flaggen eine Zeitstrafe. Morgens schied der Wagen vollends aufgrund einer Ölspur in der Ford-Kurve aus dem Rennen aus. Auch beim BMW #72 verhinderte ein Reifenschaden die Siegchancen.
Am Sonntag behielt der Ferrari 296 #30 die Führung, lediglich aufgrund der Strategie musste er diese zwischenzeitlich an den Rowe-BMW #98 abgeben. Dries Vanthoor versuchte zwar in der letzten Rennstunde noch einmal die Führung zu übernehmen, dies gelang ihm jedoch nicht und dementsprechend gewann der Frikadelli-Ferrari das Rennen. Es war der erste Rennsieg einer ausländischen Marke beim 24-Stunden-Rennen seit 21 Jahren.

## Ergebnisse

### Schlussklassement
| Pos.                | Klasse           | Nr. | Team                                       | Fahrer                                                                                       | Fahrzeug                         | Runden |
| ------------------- | ---------------- | --- | ------------------------------------------ | -------------------------------------------------------------------------------------------- | -------------------------------- | ------ |
| 1                   | SP9 Pro          | 30  | Frikadelli Racing Team                     | Earl Bamber Nick Catsburg David Pittard Felipe Fernández Laser                               | Ferrari 296 GT3                  | 162    |
| 2                   | SP9 Pro          | 98  | Rowe Racing                                | Marco Wittmann Sheldon van der Linde Dries Vanthoor Maxime Martin                            | BMW M4 GT3                       | 162    |
| 3                   | SP9 Pro          | 4   | Mercedes-AMG Team Bilstein                 | Raffaele Marciello Luca Stolz Philip Ellis                                                   | Mercedes-AMG GT3                 | 162    |
| 4                   | SP9 Pro          | 2   | Mercedes-AMG Team GetSpeed                 | Adam Christodoulou Maximilian Götz Fabian Schiller                                           | Mercedes-AMG GT3                 | 162    |
| 5                   | SP9 Pro          | 96  | Rutronik - Racing                          | Dennis Olsen Matteo Cairoli Julien Andlauer                                                  | Porsche 911 GT3 R (992)          | 162    |
| 6                   | SP9 Pro          | 39  | Audi Sport Team Land                       | Christopher Haase Christopher Mies Patric Niederhauser                                       | Audi R8 LMS GT3 evo II           | 161    |
| 7                   | SP9 Pro-Am       | 20  | WTM by Rinaldi Racing                      | Leonard Weiss Jochen Krumbach Daniel Keilwitz Indy Dontje                                    | Ferrari 296 GT3                  | 161    |
| 8                   | SP9 Pro-Am       | 6   | Mercedes-AMG Team Bilstein                 | Hubert Haupt Jordan Love Arjun Maini                                                         | Mercedes-AMG GT3                 | 161    |
| 9                   | SP9 Pro          | 27  | Abt Sportsline                             | Kelvin van der Linde Marco Marpelli Jordan Pepper Nicki Thiim                                | Lamborghini Huracán GT3 EVO2     | 160    |
| 10                  | SP9 Pro          | 44  | FALKEN Motorsports                         | Joel Eriksson Tim Heinemann Nico Menzel Martin Ragginger                                     | Porsche 911 GT3 R (992)          | 160    |
| 11                  | SP9 Pro          | 16  | Scherer Sport PHX                          | Kim Luis Schramm Michele Beretta Markus Winkelhock Ricardo Feller                            | Audi R8 LMS GT3 evo II           | 160    |
| 12                  | SP9 Pro          | 40  | Audi Sport Team Scherer PHX                | Timo Scheider Martin Tomczyk Mike Rockenfeller                                               | Audi R8 LMS GT3 evo II           | 160    |
| 13                  | SP9 Pro          | 22  | Audi Sport Team Car Collection             | Luca Engstler Max Hofer Gilles Magnus Dennis Marschall                                       | Audi R8 LMS GT3 evo II           | 159    |
| 14                  | SP9 Pro-Am       | 22  | PROsport Racing                            | Maxime Dumarey Christoph Breuer Mike David Ortmann Ben Green                                 | Aston Martin Vantage AMR GT3     | 158    |
| 15                  | SP9 Pro-Am       | 19  | racing one                                 | Christian Koolhaas Stefan Aust Luca Ludwig Johannes Stengel                                  | Ferrari 296 GT3                  | 155    |
| 16                  | SP9 Pro-Am       | 100 | Walkenhorst Motorsport                     | Henry Walkenhorst Jörg Breuer Sami-Matti Trogen Christian Bollrath                           | BMW M4 GT3                       | 154    |
| 17                  | Cup 2 Am         | 161 | KKrämer Racing                             | Karsten Krämer Christopher Brück Alexey Veremenko Selv1                                      | Porsche 911 GT3 Cup              | 153    |
| 18                  | Cup 2 Pro        | 169 | Clickversicherung.de Team                  | Robin Chrzanowski Kersten Jodexnis Dylan Pereira                                             | Porsche 911 GT3 Cup              | 151    |
| 19                  | Cup 2 Am         | 150 | RPM Racing                                 | Tracy Krohn Niclas Jönsson Philip Hamprecht Marco Holzer                                     | Porsche 911 GT3 Cup              | 151    |
| 20                  | SP10             | 86  | FK Performance Motorsport                  | Christian Konnerth Maxime Oosten Lorenz Stegmann Miklas Born                                 | BMW M4 GT4                       | 150    |
| 21                  | SP10             | 86  | KCMG                                       | Josh Burdon Eduardo Liberti Martin Rump                                                      | Toyota GR Supra GT4 EVO 2023     | 149    |
| 22                  | Cup 2 Pro        | 163 | KKrämer Racing                             | Moritz Kranz Noah Nagelsdiek Michele Di Martino Herbert Lösch                                | Porsche 911 GT3 Cup              | 149    |
| 23                  | SP10             | 87  | FK Performance Motorsport                  | Nick Hancke Michael Schrey Thorsten Wolter Nick Wüstenhagen                                  | BMW M4 GT4                       | 149    |
| 24                  | SP10             | 79  | PROsport-Racing                            | Guillaume Dumarey Alexander Mies Andreas Patzelt Hugo Sasse                                  | Aston Martin Vantage AMR GT4     | 148    |
| 25                  | Cup 3 Am         | 182 | SRS Team Sorg Rennsport                    | Heiko Eichenberg Patrik Grütter Fabio Grosse                                                 | Porsche 718 Cayman Clubsport     | 147    |
| 26                  | TCR              | 830 | Hyundai Motorsport N                       | Manuel Lauck Marc Basseng Mikel Azcona                                                       | Hyundai Elantra TCR              | 147    |
| 27                  | SP 10            | 71  | Toyo Tire with Ring Racing                 | Andreas Gülden Lance David Arnold Michael Tischner Takayuki Kinoshita                        | Toyota GR Supra GT4 EVO 2023     | 146    |
| 28                  | Cup 2 Am         | 162 |                                            | Bill Cameron Jim Cameron Ralf-Peter Bonk                                                     | Porsche 911 GT3 Cup              | 146    |
| 29                  | TCR              | 831 | Hyundai Motorsport N                       | Harold Gottsacker Mason Filippi Michael Lewis Taylor Hagler                                  | Hyundai Elantra TCR              | 146    |
| 30                  | SP 7             | 51  | RPM Racing                                 | Milan Kodidek Tim Breidenbach Jang Han Choi Kris Cools                                       | Porsche 911 GT3 Cup              | 145    |
| 31                  | Cup 2 Pro        | 51  | Mühlner Motorsport                         | Ben Bünnagel Tobias Müller Alexander Brundle Kai Riemer                                      | Porsche 911 GT3 Cup              | 145    |
| 32                  | SP 10            | 74  | Walkenhorst Motorsport                     | Florian Weber Aris Balanian Jarno D'Hauw                                                     | BMW M4 GT4                       | 144    |
| 33                  | Cup 3 Am         | 181 | Team Mathol Racing e. V.                   | Rüdiger Schicht Alexander Fielenbacher Peter Cate Arno Klasen                                | Porsche 718 Cayman GT4 Clubsport | 144    |
| 34                  | SP-X Pro-Am      | 46  | Mercedes-AMG Team HRT                      | Thomas Jäger Frank Bird Elia Erhart Jörg Viebahn                                             | Mercedes-AMG GT2                 | 144    |
| 35                  | SP 10            | 75  | Teichmann Racing                           | Maximilian1 Scott Marshall Roland Froese Florian Naumann                                     | Toyota GR Supra GT4 EVO 2023     | 144    |
| 36                  | Cup 2 Pro        | 75  | Mühlner Motorsport                         | Nick Salewsky Tobias Vazquez Michael Rebhan Thorsten Jung                                    | Porsche 911 GT3 Cup              | 143    |
| 37                  | Cup 3 Am         | 188 |                                            | Ralf Oehme Niklas Oehme Leonard Oehme Moritz Oehme                                           | Porsche 718 Cayman GT4 Clubsport | 143    |
| 38                  | SP 10            | 76  | Teichmann Racing                           | Stephan Brodmerkel Constantin Schöll Hendrik Still Phil Hill                                 | Toyota Supra GT4 EVO 2023        | 143    |
| 39                  | Cup 3 Am         | 190 | W&S Motorsport                             | Andreas Schaflitzl Sébastien Perrot Guido Wirtz                                              | Porche 718 Cayman GT4 Clubsport  | 142    |
| 40                  | SP 3T            | 110 | Max Kruse Racing                           | Emir Aşarı Matthias Wasel Max Partl Benjamin Cartery                                         | VW Golf GTI TCR DSG              | 141    |
| 41                  | AT               | 420 | Four Motors Bioconcept-Car                 | Matthias Beckwermert Karl Pflanz Oliver Sprungmann Marco van Ramshorst                       | Porsche 718 Cayman GT4 Clubsport | 141    |
| 42                  | SP-X Pro-Am      | 222 | Schnitzelalm Racing                        | Mikaël Grenier David Thilenius Jay Mo Härtling Moritz Wiskirchen                             | Mercedes-AMG GT2                 | 141    |
| 43                  | AT               | 320 | Four Motors Bioconcept-Car                 | Michael Bernd Schmidt Henrik Bollerslev Thomas Kiefer Thomas von Löwis of Menar              | Porsche 911 GT3 Cup              | 141    |
| 44                  | SP 10            | 90  | Adrenalin Motorsport Team Motec            | Ryusho Konishi Florian Wolf Michelangelo Comazzi Nick Deißler                                | BMW M4 GT4                       | 139    |
| 45                  | BMW M240i        | 246 | Adrenalin Motorsport Team Motec            | Sven Markert Nils Steinberg Yannick Fübrich Stefan Kruse                                     | BMW M240i Racing Cup             | 138    |
| 46                  | AT               | 227 | Griesemann Gruppe by TR Team               | Björn Griesemann Georg Griesemann Felix von der Laden Dirk Adorf                             | Toyota GR Supra GT4 EVO 2023     | 138    |
| 47                  | BMW M240i        | 243 | Adrenalin Motorsport Team Motec            | Aaron Wenisch Marvin Marino Marco Büsker Michel Albers                                       | BMW M240i Racing Cup             | 136    |
| 48                  | SP 7             | 13  |                                            | Bernd Albrecht Andreas Sczepansky Kurt Ecke Steffen Schlichenmeier                           | Porsche 911 GT3 Cup              | 136    |
| 49                  | V6               | 396 | Adrenalin Motorsport Team Motec            | Christian Büllesbach Andreas Schettler Carlos Arimón Jürgen Nett                             | Porsche Cayman S                 | 135    |
| 50                  | SP 8T            | 82  | Giti Tire Motorsport by WS Racing          | Xiaole He Sunny Wong Andy Yan                                                                | BMW M4 GT4                       | 135    |
| 51                  | VT2 Heckantrieb  | 396 | Adrenalin Motorsport Team Motec            | Daniel Zils Oskar Sandberg Philipp Leisen Jacob Erlbacher                                    | BMW 330i                         | 135    |
| 52                  | AT               | 633 | Four Motors Bioconcept-Car                 | Christoph Hewer Henning Cramer Marc Schöni Marco Timbal                                      | Porsche Cayman GT4 CS            | 133    |
| 53                  | V5               | 444 | Adrenalin Motorsport Team Motec            | Ulrich Korn Tobias Korn Daniel Korn Joachim Nett                                             | Porsche Cayman CM12              | 132    |
| 54                  | BMW M240i        | 247 | Adrenalin Motorsport Team Motec            | Christian Kraus Laura Luft Simon Klemund Luis Ramírez                                        | BMW M240i Racing Cup             | 131    |
| 55                  | Cup 3 Am         | 180 | Huber Racing                               | Stefan Kiefer David Kiefer Marius Kiefer Luca Rettenbacher                                   | Porsche 718 Cayman GT4 Clubsport | 130    |
| 56                  | VT3              | 180 | Team Mathol Racing e. V.                   | Marcos Adolfo Vazquez Thorsten Held Matthias Trinius Eric Ullström                           | Porsche 718 Cayman GT4 Clubsport | 130    |
| 57                  | BMW M240i        | 242 | Adrenalin Motorsport Team Motec            | Thomas Ardelt Sven Oepen Manuel Dormagen                                                     | BMW M240i Racing Cup             | 129    |
| 58                  | V6               | 561 |                                            | David Ackermann Bernd Kleeschulte Holger Gachot Axel Jahn                                    | Porsche Cayman GTS               | 129    |
| 59                  | V6               | 91  |                                            | Alexander Köppen Sebastian Rings Jacek Pydys                                                 | Porsche 911 Carrera              | 126    |
| 60                  | SP 3             | 119 | Toyota Gazoo Racing Team Thailand          | Suttipong Smittachartch Nattavude Charoensukhawatana Nattapong Hortongkum Manat Kulapalanont | Toyota Corolla Altis             | 126    |
| 61                  | SP 3             | 120 | Toyota Gazoo Racing Team Thailand          | Grant Supaphongs Chen Jian Hong Naoki Kawamura Kris Vasuratna                                | Toyota Corolla Altis             | 125    |
| 62                  | VT2 Heckantrieb  | 120 | Adrenalin Motorsport Team Motec            | Klaus Faßbender Michael Lüthi Andreas Winkler Thomas Jühlen                                  | BMW 330i                         | 124    |
| 63                  | V4               | 542 |                                            | Dan Berghult Ben Lyons Anton Bauer Meik ter Haar                                             | BMW 325i                         | 124    |
| 64                  | V5               | 551 | Schmickler Performance powered by Ravenol  | Christoph Ruhrmann Manfred Weber Joachim Schulz Frank Nikolaus                               | Porsche Cayman CM12              | 124    |
| 65                  | VT2 Heckantrieb  | 522 | SRS Team Sorg Rennsport                    | Piet-Jan Ooms Hans Joachim Theiß Christian Leukers Björn Simon                               | BMW 330i                         | 124    |
| 66                  | BMW M240i        | 245 |                                            | Benno Zerlin Kevin Wambach Dominic Kulpowicz Michael Fischer                                 | BMW M240i Racing Cup             | 124    |
| 67                  | VT2 Heckantrieb  | 531 | MSG Bayerischer Wald Hutthurm e. V.im ADAC | Jörg Schönfelder Serge van Vooren Alexandru Vasilescu Minhea Birisan                         | BMW 328i                         | 123    |
| 68                  | VT2 Frontantrieb | 527 | Hyundai Driving Experience N               | Marcus Willhard Michael Bohrer Gerrit Holthaus Tobias Overbeck                               | Hyundai I30N                     | 123    |
| 69                  | Cup 3 Am         | 189 | Black Falcon Team Textar                   | Franz Engstler Cabell Fisher Axel Sartingen Daniel Schwerfeld                                | Porsche 718 Cayman GT4 Clubsport | 122    |
| 70                  | TCR              | 66  | MSC Kempenich e. V.                        | Jens Wulf Philipp Eis Meik Utsch Torsten Kratz                                               | Cupra TCR DSG                    | 121    |
| 71                  | Cup 3 Am         | 185 | SRS Team Sorg Rennsport                    | Dan Miller Jose Garcia Casares Carlo Scholl Milan Dontje                                     | Cupra TCR DSG                    | 121    |
| 72                  | VT2 Heckantrieb  | 83  | Giti Tire Motorsport by WS Racing          | Matthias Möller Fabian Pirrone Lukas Drost Waye Moore                                        | BMW 330i                         | 119    |
| 73                  | V4               | 541 |                                            | Desiree Müller Philipp Romboy Henning Hausmeier Marcel Unland                                | BMW 325i                         | 118    |
| 74                  | SP 3             | 121 |                                            | Peter Hass Volker Strycek Jürgen Schulten                                                    | Opel Manta                       | 117    |
| 75                  | SP 4T            | 718 | Smyrlis Racing                             | Fabian Peitzmeier Guido Heinrich Ioannis Smyrlis Christopher Rink                            | Porsche 718 Cayman               | 116    |
| 76                  | VT2 Frontantrieb | 126 | Bulldog Racing                             | Charles Cooper Christoph Kragenings Michael Mönch Sebastian Sauerbrei                        | BMW Mini John Cooper Works       | 114    |
| 77                  | SP 4T            | 114 | Subaru Tecnica International               | Carlo van Dam Tim Schrick Hideki Yamauchi Takuto Iguchi                                      | Subaru WRX                       | 114    |
| 78                  | SP 6             | 153 | Hofor Racing                               | Michael Kroll Martin Kroll Alexander Prinz Bernd Küpper                                      | BMW M3 E46 GTR                   | 112    |
| 79                  | VT2 Frontantrieb | 84  | Giti Tire Motorsport by WS Racing          | Ulrich Schmidt Andrei Sidorenko Pippa Mann Beitske Visser                                    | BMW M4 GT4                       | 109    |
| 80                  | VT2 Frontantrieb | 111 |                                            | Olaf Rost Kevin Olaf Rost Peter Baumann Sebastian Schemmann                                  | VW Scirocco R TSI                | 108    |
| 81                  | SP 8T            | 81  | Giti Tire Motorsport by WS Racing          | Celia Martin Fabienne Wohlwend Pippa Mann Beitske Visser                                     | VW Scirocco                      | 105    |
| 82                  | VT2 Heckantrieb  | 535 | Manheller Racing                           | Marcel Manheller Maximilian von Görtz Yutaka Seki Martin Owen                                | BMW 328i                         | 104    |
| 83                  | SP 3T            | 109 | MSC Sinzig e. V. im ADAC                   | Roland Waschkau Arndt Hallmanns Peter Muggianu Wolfgang Haugg                                | Audi TTs                         | 96     |
| 84                  | TCR              | 57  |                                            | Jean-Marc Finot Jean-Philippe Imparato Carlos Tavares Francois Wales                         | Opel Astra TCR                   | 96     |
| 85                  | VT2 Frontantrieb | 524 | SRS Team Sorg Rennsport                    | Kurt Strube Bernhard Wagner Alberto Carobbio Alex Wright                                     | BMW 128ti                        | 96     |
| 86                  | VT2 Frontantrieb | 55  |                                            | Tobias Jung Lars Füting Tim Robertz Christian Gatterer                                       | Opel Astra GTC                   | 88     |
| 87                  | TCR              | 834 | sharky-racing by MSC Sinzig e. V. im ADAC  | Artur Roroyan Roman Mavianov                                                                 | Audi RS3 LMS DSG                 | 85     |
| 88                  | SP 3T            | 108 | sharky-racing by MSC Sinzig e. V. im ADAC  | Richard Rodexnis Knut Kluge Joris Primke                                                     | VW Golf GTI TCR DSG              | 84     |
| Nicht klassifiziert |                  |     |                                            |                                                                                              |                                  |        |
|                     | SP 10            | 68  | Dörr Motorsport                            | Rolf Scheibner Finn Albig Olaf Hoppelshäuser                                                 | Astin Martin Vantage AMR GT4     | 74     |
|                     | VT2 Heckantrieb  | 526 | QTQ-Raceperformance                        | Riccardo Petrolo Florian Ebener Maximilian Kurz                                              | BMW 330i                         | 70     |
| Ausgefallen         |                  |     |                                            |                                                                                              |                                  |        |
|                     | BMW M240i        | 241 |                                            | Alexander Meixner Markus Nölken Sak Nana                                                     | BMW M240i Racing Cup             | 128    |
|                     | Cup 2 Am         | 160 |                                            | Dominik Fugel Fidel Leib Moritz Oestreich Benjamin Leuchter                                  | Porsche 911 GT3 Cup              | 122    |
|                     | Cup 3 Am         | 186 | W&S Motorsport                             | Jürgen Vöhringer Alex Duffner Sébastien Carcone Max Lamesch                                  | Porsche 718 Cayman GT4 Clubsport | 116    |
|                     | Cup 2 Pro        | 125 | Huber Motorsport                           | Hans Wehrmann Ulrich Berg Thomas Kiefer Christer Jöns                                        | Porsche 911 GT3 Cup              | 111    |
|                     | V6               | 562 | Schmickler Performance powered by Ravenol  | Albert Egbert Christian Heuchemer Thomas Heuchemer Sascha Kloft                              | Porsche 911 Carrera              | 107    |
|                     | VT2 Frontantrieb | 65  | MSC Kempenich e. V.                        | Thomas Ehrhardt Niklas Ehrhardt Flavia Pellegrino Fernandes Roman Schiemenz                  | VW Scirocco R TSI                | 107    |
|                     | SP 9 Pro         | 125 | Huber Motorsport                           | Dennis Fetzer Come Ledogar Lars Kern Romain Dumas                                            | Porsche 911 GT3 R                | 105    |
|                     | VT2 Frontantrieb | 56  |                                            | Michael Eichhorn Daniel Jenichen Anthony Roma Andreas Winterwerber                           | Opel Astra GTC                   | 101    |
|                     | SP 10            | 70  | Toyo Tire with Ring Racing                 | Heiko Tönges Tim Sandtler Takayuki Kinoshita Marc Hennerici                                  | Toyota GR Supra GT4              | 100    |
|                     | SP 10            | 67  | Dörr Motorsport                            | Théo Nouet Michael Funke Sven Schädler Frank Weishar                                         | Aston Martin Vantage AMR GT4     | 100    |
|                     | SP 9 Pro         | 72  | BMW Junior Team                            | Daniel Harper Max Hesse Neil Verhagen                                                        | BMW M4 GT3                       | 96     |
|                     | SP 9 Pro         | 7   | Konrad Motorsport                          | Axcil Jefferies Yelmer Buurman Danny Soufi Pavel Lefterov                                    | Lamborghini Huracan GT3          | 94     |
|                     | SP 10            | 89  | Haupt Racing Team                          | Tobias Wahl Tim-Florian Wahl Reinhold Renger Alexander Kroker                                | Mercedes-AMG GT4                 | 92     |
|                     | SP 6             | 152 | RPM Racing                                 | Michael Czyborra Patrick Huisman Duncan Huisman                                              | Porsche 911 GT3 Cup (991)        | 92     |
|                     | SP 9 Pro         | 102 | Walkenhorst Motorsport                     | Tobias Neubauer Dennis Jake Jens Klingmann Christian Krognes                                 | BMW M4 GT3                       | 89     |
|                     | SP 9 Pro         | 99  | Rowe Racing                                | Augusto Farfus Philipp Eng Connor De Phillippi Nick Yelloly                                  | BMW M4 GT3                       | 83     |
|                     | SP 9 Pro         | 54  | Dinamic GT SRL                             | Laurens Vanthoor Laurin Heinrich Ayhancan Güven Christian Engelhart                          | Porsche 911 GT3 R (992)          | 83     |
|                     | SP 9 Pro         | 1   | Audi Sport Team Scherer PHX                | Frédéric Vervisch Mattia Drudi Ricardo Feller Dennis Lind                                    | Audi R8 LMS GT3 Evo II           | 80     |
|                     | SP 9 Pro         | 5   | Scherer Sport PHX                          | Vincent Kolb Frank Stippler Alexander Sims Renger van der Zande                              | Audi R8 LMS GT3 Evo II           | 80     |
|                     | BMW M240i        | 240 |                                            | Lucas Lange Sascha Lott Marti Heidrich Dirk Volmer                                           | BMW M240i Racing Cup             | 78     |
|                     | SP9 Pro          | 33  | Falken Motorsports                         | Klaus Bachler Sven Müller Alessio Picariello                                                 | Porsche 911 GT3 (992)            | 77     |
|                     | SP9 Pro-Am       | 11  | Schnitzelalm Racing                        | Patrick Assenheimer Collin Caresani Marek Böckmann Marcel Marchewicz                         | Mercedes-AMG GT3                 | 75     |
|                     | V4               | 540 | QTQ-Raceperformance                        | Jürgen Huber Simon Sagmeister Oliver Frisse Christian Knötschke                              | BMW 328i L                       | 73     |
|                     | TCR              | 816 | Scherer Sport PHX                          | Mathias Schläpi Stephan Epp Frédéric Yerly Heiko Hammel                                      | Cupra TCR SEQ                    | 65     |
|                     | VT2 Frontantrieb | 525 | Hyundai Driving Experience N               | Jeff Rica Jens Dralle Byung Hui Kang Jenesung Park                                           | Hyundai I30N                     | 65     |
|                     | SP9 Pro          | 911 | Manthey EMA                                | Michael Christensen Kévin Estre Frédéric Makowiecki Thomas Preining                          | Porsche 911 GT3 (992)            | 62     |
|                     | SP9 Pro-Am       | 69  | Dörr Motorsport                            | Phil Dörr Darren Turner Ben Dörr Peter Posavac                                               | Aston Martin Vantage AMR GT3     | 62     |
|                     | Cup 3 Am         | 85  |                                            | Grant Woolford Grant Dalton Harley Haughton James Breakell                                   | Porsche 718 Cayman GT4 Clubsport | 61     |
|                     | SP 10            | 73  | BMW M Motorsport                           | Jethro Bovingdon Christian Gebhardt Guido Neumann Jörg Weidinger                             | BMW M4 GT4                       | 61     |
|                     | Cup 3 Am         | 187 | W&S Motorsport                             | Heinz Dolfen Daniel Bohr John Lee Schambony Andreas Gabler                                   | Porsche 718 Cayman GT4 Clubsport | 56     |
|                     | SP 3             | 118 |                                            | Oliver Kriese Michael Lachmayer Maximilian Weissermel Thomas Geilen                          | Dacia Logan                      | 53     |
|                     | SP 9 Pro         | 3   | Mercedes-AMG Team GetSpeed                 | Maro Engel Jules Gounon Daniel Juncadella                                                    | Mercedes-AMG GT3                 | 49     |
|                     | SP 7             | 184 | KKrämer Racing                             | Jan Boris Schmäing Mario Handrick Karl Heinz Meyer Olaf Baunack                              | Porsche Cayman GT4 CS            | 44     |
|                     | SP 9 Pro-Am      | 10  | Schnitzelalm Racing                        | Luca-Sandro Trefz Kenneth Heyer Marek Böckmann Marcel Marchewicz                             | Mercedes-AMG GT3                 | 43     |
|                     | V6               | 563 | SRS Team Sorg Rennsport                    | Xavier Lamadrid Xavier Lamadrid Senior Heinz Jürgen Kroner Ugo Vicenzi                       | Porsche Cayman S                 | 42     |
|                     | SP 9 Pro         | 10  | Walkenhorst Motorsport                     | Christian Krognes Kuba Giermaziak Jesse Krohn Andy Souček                                    | BMW M4 GT3                       | 39     |
|                     | VT2 Frontantrieb | 533 | Zierau Hochvolt by Mertens Motorsport      | Daniel Mertens Norbert Fischer Stephan Schroers                                              | Hyundai I30N                     | 39     |
|                     | SP 10            | 78  | PROsport-Racing                            | Guido Dumarey Yevgen Sokolovskiy Michael Hess Rudi Adams                                     | Aston Martin Vantage AMR GT4     | 38     |
|                     | SP 4T            | 115 | KGLAMC St.Vith                             | Drerenne Jacques Philippe Broodcooren Com Kloet                                              | Porsche Cayman 718               | 37     |
|                     | SP 10            | 88  | FK Performance Motorsport                  | Hakan Sari Recep Sari Tony Richards Ranko Mijatovic                                          | BMW M4 GT4                       | 26     |
|                     | SP 9 Pro         | 24  | Lionspeed by Car Collection Motorsport     | Patrick Kol Matt Campbell Mathieu Jaminet Patrick Pilet                                      | Porsche 911 GT3 (992)            | 16     |

1 – Einschreibung unter Pseudonym.

### Nur in der Meldeliste
Zu diesem Rennen sind keine weiteren Meldungen bekannt.

### Klassensieger
| Klasse           | Fahrer                  | Fahrer                       | Fahrer               | Fahrer                 | Fahrzeug                         | Platzierung im Gesamtklassement |
| ---------------- | ----------------------- | ---------------------------- | -------------------- | ---------------------- | -------------------------------- | ------------------------------- |
| AT               | Matthias Beckwermert    | Karl Pflanz                  | Oliver Sprungmann    | Marco van Ramshorst    | Porsche 718 Cayman GT4 Clubsport | Platz 41                        |
| BMW M240i        | Sven Markert            | Nils Steinberg               | Yannick Fübrich      | Stefan Kruse           | BMW M240i Racing Cup             | Platz 45                        |
| Cup 2            | Karsten Krämer          | Christopher Brück            | Alexey Veremenko     |                        | Porsche 911 GT3 Cup              | Platz 17                        |
| Cup 3            | Heiko Eichenberg        | Patrik Grütter               | Fabio Grosse         |                        | Porsche 718 Cayman Clubsport     | Platz 25                        |
| SP 3             | Suttipong Smittachartch | Nattavude Charoensukhawatana | Nattapong Hortongkum | Manat Kulapalanont     | Toyota Corolla Altis             | Platz 60                        |
| SP 3T            | Emir Aşarı              | Matthias Wasel               | Max Partl            | Benjamin Cartery       | VW Golf GTI TCR DSG              | Platz 40                        |
| SP 4T            | Fabian Peitzmeier       | Guido Heinrich               | Ioannis Smyrlis      | Christopher Rink       | Porsche 718 Cayman               | Platz 75                        |
| SP 6             | Michael Kroll           | Martin Kroll                 | Alexander Prinz      | Bernd Küpper           | BMW M3 E46 GTR                   | Platz 78                        |
| SP 7             | Milan Kodidek           | Tim Breidenbach              | Jang Han Choi        | Kris Cools             | Porsche 911 GT3 Cup              | Platz 30                        |
| SP 8T            | Xiaole He               | Sunny Wong                   | Andy Yan             |                        | BMW M4 GT4                       | Platz 50                        |
| SP 9             | Earl Bamber             | Nick Catsburg                | David Pittard        | Felipe Fernández Laser | Ferrari 296 GT3                  | Gesamtsieg                      |
| SP 10            | Andreas Gülden          | Lance David Arnold           | Michael Tischner     | Takayuki Kinoshita     | Toyota GR Supra GT4 EVO 2023     | Platz 27                        |
| SP-X             | Thomas Jäger            | Frank Bird                   | Elia Erhart          | Jörg Viebahn           | Mercedes-AMG GT2                 | Platz 34                        |
| TCR              | Manuel Lauck            | Marc Basseng                 | Mikel Azcona         |                        | Hyundai Elantra TCR              | Platz 26                        |
| V4               | Dan Berghult            | Ben Lyons                    | Anton Bauer          | Meik ter Haar          | BMW 325i                         | Platz 63                        |
| V5               | Ulrich Korn             | Tobias Korn                  | Daniel Korn          | Joachim Nett           | Porsche Cayman CM12              | Platz 53                        |
| V6               | Christian Büllesbach    | Andreas Schettler            | Carlos Arimón        | Jürgen Nett            | Porsche Cayman S                 | Platz 49                        |
| VT2 Frontantrieb | Marcus Willhard         | Michael Bohrer               | Gerrit Holthaus      | Tobias Overbeck        | Hyundai I30N                     | Platz 68                        |
| VT2 Heckantrieb  | Daniel Zils             | Oskar Sandberg               | Philipp Leisen       | Jacob Erlbacher        | BMW 330i                         | Platz 51                        |
| VT3              | Marcos Adolfo Vazquez   | Thorsten Held                | Matthias Trinius     | Eric Ullström          | Porsche 718 Cayman GT4 Clubsport | Platz 56                        |

### Renndaten
- Gemeldet: 135
- Gestartet: 131
- Gewertet: 88
- Rennklassen: 20
- Zuschauer: 235.000 Zuschauer[5]
- Wetter am Renntag: warm und trocken
- Streckenlänge: 25,378 km
- Fahrzeit des Siegerteams: 24:07:08,598 Stunden
- Gesamtrunden des Siegerteams: 162
- Gesamtdistanz des Siegerteams: 4.111,236 km
- Siegerschnitt: 170,456 km/h
- Pole-Position: Marciello/Stolz/Ellis – Mercedes-AMG GT3 (#4) – 8:09.058
- Schnellste Rennrunde: Weiss/Krumbach/Keilwitz/Dontje – Ferrari 296 GT3 (#20) – 8:08.006
- Rennserie: zählte zu keiner Rennserie